# Małko Tyrnowo (gmina)
Małko Tyrnowo (bułg.: Община Малко Търново) – gmina w południowo-wschodniej Bułgarii, w obwodzie Burgas.

## Miejscowości
Miejscowości wchodzące w skład gminy Małko Tyrnowo:
- Bjała woda (bułg.: Бяла вода),
- Bliznak (bułg.: Близнак),
- Bryszlan (bułg.: Бръшлян),
- Ewrenozowo (bułg.: Евренозово),
- Gramatikowo (bułg.: Граматиково),
- Kałowo (bułg.: Калово),
- Małko Tyrnowo (bułg.: Малко Търново) – stolica gminy,
- Mładeżko (bułg.: Младежко),
- Sliwarowo (bułg.: Сливарово),
- Stoiłowo (bułg.: Стоилово),
- Wizica (bułg.: Визица),
- Zabernowo (bułg.: Заберново),
- Zwezdec (bułg.: Звездец),